# 玩命關頭：間諜飛車手
是一部美國動畫影集，為「玩命關頭系列」的衍生影集。影集於2019年12月26日在Netflix首播。

## 劇情
主角東尼·泰瑞托（Tony Toretto）是《玩命關頭系列》主角唐米尼克·泰瑞托(唐老大)的堂弟。東尼與他的朋友受到政府的招募，潛入一個意圖征服世界的頂尖犯罪賽車聯盟。

## 製作
2018年4月23日，宣布夢工廠動畫公司和Netflix將製作一部《玩命關頭系列》動畫影集，蒂姆·荷德瑞克（Tim Hedrick）、布萊特·哈蘭德、馮·迪索和克里斯·摩根擔任執行製片人。荷德瑞克和哈蘭德也預計擔任節目統籌。

## 外部連結
- 互联网电影数据库（IMDb）上《玩命關頭：間諜飛車手》的资料（英文）
- 在Netflix上觀看《玩命關頭：間諜飛車手》